# 4442 Garcia
4442 Garcia је астероид главног астероидног појаса. Приближан пречник астероида је 14,67 ,
а средња удаљеност астероида од Сунца износи 2,997 астрономских јединица (АЈ).
Инклинација (нагиб) орбите у односу на раван еклиптике је 15,101 степени, а орбитални период износи 1895,932 дана (5,190 година). Ексцентрицитет орбите астероида износи 0,247.
Апсолутна магнитуда астероида износи 12,70 а геометријски албедо 0,068.
Астероид је откривен 14. септембра 1985. године.